# ادیفیر
ادیفیر (انگلیسی: Edifier) شرکت الکترونیک چینی است، که در سال ۱۹۹۶ تأسیس شد.